# Temüge
Temüge (1168-1246) était le plus jeune frère de Gengis Khan, quatrième fils de Yesugei .

## Début de la vie
L'Histoire secrète des Mongols déclare que « lorsque Temujin avait 9 ans, Temuge avait trois ans ». En tant que plus jeune fils, il a reçu un préfixe au nom « otchigin » (forme diminutive de « отгон » ou « otgon » signifiant « jeune », également Ot (Feu) Tegin (membre junior de la famille Khan) comme vieux turc), qui dans la famille est toujours un « gardien de la famille et du foyer », et est donc souvent appelé Temuge-otchigin ou simplement Otchigin. Dans son enfance et son adolescence, il était quelque peu gâté par sa mère et ses frères aînés, enclins au luxe, mais il était « courageux, puissant et rapide au combat », ce qui était reconnu même par les ennemis de la famille. Lorsque le chaman Kokochu (Teb-Tengri) a commencé à transférer le pouvoir sur les Mongols à sa propre famille, Gengis Khan a autorisé Temuge à tuer Kokochu lors d'un match de lutte organisé.

## Souverain par intérim
En tant que plus jeune descendant mâle, Temüge et sa mère, selon les traditions mongoles, se sont vu attribuer le plus de terres et de personnes par Gengis Khan lors de son couronnement. Il semble avoir été le moins belliqueux des frères et a été critiqué par Gengis lui-même comme étant paresseux et inconstant. Cependant, Temüge était un homme politique talentueux et un dirigeant compétent qui, aux côtés de sa mère Hoelun, dirigeait le cœur du pays mongol en l'absence de ses frères aînés alors qu'ils s'engageaient dans des campagnes militaires. Il semble avoir eu des tendances intellectuelles, d'abord sous l'influence des cultures conquises Xia et Jin, puis s'intéressant activement aux autres cultures englobées dans l'empire mongol.
Temuge a tenté d'entrer sur la scène politique principale après la mort d'Ögedei Khan, son neveu et fils de Gengis Khan, en 1241. A cette époque, le fils d'Ogedei, Güyük Khan, était engagé dans la « campagne occidentale » en Russie et en Europe. Temuge-otchigin a tenté de s'emparer du trône, mais en a été empêché par Töregene, la veuve d'Ogedei et la mère de Güyük. Après que les kurultai de 1246 eurent élu Güyük comme grand khan, Temüge fut exécuté.

## Famille

### Épouse et enfants
De son épouse, on lui connait deux enfants :
- Jibügen, (v.1190 - v.1220/5)
- Chegagan Khatun, épouse de Jochi, prince tatar;
  - Jorman Guregen, gendre d'Houlagou Khan;